# Aspidolea quadrata
Aspidolea quadrata är en skalbaggsart som beskrevs av S. Endrödi 1980. Aspidolea quadrata ingår i släktet Aspidolea och familjen Dynastidae. Inga underarter finns listade.